# 神奈川県道721号東山北停車場線
神奈川県道721号東山北停車場線（かながわけんどう721ごう ひがしやまきたていしゃじょうせん）は、神奈川県足柄上郡山北町の御殿場線東山北駅と神奈川県道74号小田原山北線交点を結ぶ一般県道。

## 概要
- 全長：1.8km
- 起点：足柄上郡山北町向原 御殿場線東山北駅前（国道246号接続）
- 終点：足柄上郡山北町岸 信号無交差点（神奈川県道74号小田原山北線接続）
- Google マップ

## 通過する自治体
- 神奈川県
  - 足柄上郡山北町

## 経路および交差・接続する道路・河川・鉄道路線
- 神奈川県足柄上郡山北町
  - 東山北駅前（国道246号）
  - 向原交差点（国道246号）
  - 踏切（名称不明）[要検証 – ノート]（御殿場線）
  - 大庭橋（尺里川）
  - 信号無交差点（岸）（神奈川県道74号小田原山北線）

## 重複区間
- 東山北駅前 - 向原交差点（国道246号）

## 周辺
- 神奈川県立山北高等学校
- ぐみの木公園
- 酒匂川